# お魚1号
お魚1号（おさかないちごう）は、日本のライトノベル作家・編集者である。編集者名義に「高波一乱」があり、「eru KIKAKU」という団体に所属している。また、ライトノベル作法研究所では2013年に「高波」のペンネームで活動し、短編『リズ・フェスティバル』などの作品を発表している。

## 概要
小学校5年生から6年生頃にかけて、久美沙織の『小説ドラゴンクエストIV』を初めて読んで感動し、ドラクエ好きが高じて小説に夢中になった。後に純文学作家を目指して、小説の勉強ができる大学に進学したものの、大学在学中に自身の才能や覚悟を疑問視して執筆活動を休止した。しかし、定職に就いてサラリーマンとして10年ほど働いていたときに会社が倒産し、それを機にライトノベルと出会い、作家になるという夢を再度目指すことを決めた。
2013年には「高波」名義で自身初となる小説『リズ・フェスティバル』を完成させた。2018年の第5回オーバーラップ文庫大賞で作品『凌辱未遂の新魔王』が特別賞を受賞し、後に同作を『ちょっぴりエッチで変態なお姫さまは好きですか?』に改題して2019年1月25日に作家デビューを果たしている。
『ちょっぴりエッチで変態なお姫さまは好きですか?』は1巻で打ち切りとなったが、出版社との権利関係を調整した上で、お魚1号は続編『新魔王とダーキル姫 ちょっぴりエッチで変態なお姫さまは好きですか? 2』を制作するために2019年にCAMPFIREでクラウドファンディング企画を立ち上げた。同企画では新しいイラストレーターに六丸いなみを起用し、コミカライズ企画では漫画担当の熊田龍泉を、ネーム原作担当の戌井猫太郎を起用したことが発表された。最終的にクラウドファンディング企画では目標金額の50万円を2倍ほど上回る101万7580円が集まった。尊敬している作家として夏目漱石の名前を挙げている。

## 作品一覧
- 『ちょっぴりエッチで変態なお姫さまは好きですか? 1』（イラスト: ryota、オーバーラップ文庫〈オーバーラップ〉）[7]